# بطحة أم ميال
بطحة أم ميال قرية سوريّة تتبع إداريّاً لمحافظة حلب منطقة السفيرة ناحية خناصر، بلغ تعداد سكانها 976 نسمة حسب التعداد السكاني لعام 2004.